# Operazione Goranboy
L'operazione Goranboy fu un'offensiva militare su larga scala dell'Azerbaigian nell'estate del 1992. Gli obiettivi azeri erano finalizzati a prendere il controllo completo dell'intero territorio del Nagorno Karabakh e di porre fine in modo decisivo alla Repubblica secessionista del Nagorno-Karabakh. Questa offensiva fu considerata una svolta di successo dell'esercito azero e segnò l'apice del successo dell'Azerbaigian durante tutti i sei anni della prima guerra del Nagorno Karabakh.
Dopo i successi militari iniziali dell'Azerbaigian, le forze armene raggruppate respinsero l'attacco riconquistando la maggior parte delle regioni catturate.

## L'offensiva
Il 12 giugno 1992, appena cinque giorni dopo l'elezione di Abulfaz Elchibey del Fronte Popolare dell'Azerbaigian come Presidente dell'Azerbaigian, l'esercito azero lanciò per la prima volta un attacco diversivo su larga scala da est, in direzione della regione di Askeran al centro del Nagorno Karabakh. Le truppe azere attaccarono le posizioni a nord e a sud di Askeran. Come risultato di aspri combattimenti, gli azeri riuscirono a stabilire il controllo su diversi insediamenti nella regione di Askeran: Nakhichevanik, Dovşanlı, Pirjamal, Dahraz e Agbulaq.

### Goranboy
Il 13 giugno 1992, l'Azerbaigian lanciò la principale offensiva di tre giorni su larga scala contro la regione di Goranboy (il territorio dell'ex rayon di Shahumyan della RSS Azera) situata a nord del Nagorno Karabakh, che era difesa dai distaccamenti volontari armeni. Questa offensiva, con il nome in codice Operazione Goranboy (dal nome del rayon che si trova a nord dell'ex NKAO) fu guidata da Surat Huseynov. Ben 4 battaglioni di carri armati e 2 battaglioni di fanteria meccanizzata della 23ª divisione dell'ex esercito dell'Unione Sovietica, oltre a 4 battaglioni aggiuntivi dell'esercito dell'Azerbaigian e varie brigate delle regioni limitrofe, furono uniti in questa operazione. Dopo 15 ore di aspri combattimenti contro le forze azere, i due distaccamenti armeni si ritirarono. L'Azerbaigian riuscì a catturare diverse dozzine di villaggi nella regione di Goranboy originariamente detenuta dalle forze armene, e l'intera popolazione civile armena di questa regione fuggì. Secondo il rapporto della società per i diritti umani Memorial che inviò la sua missione a Goranboy all'indomani dell'operazione, non ci furono vittime civili, poiché gli armeni erano fuggiti dalla regione prima che le truppe azere si avvicinassero a loro. La popolazione dei vicini villaggi azeri e russi rimase inalterata.

### Battaglia di Martakert
Il 4 luglio 1992, dopo un lungo assedio, le forze azere catturarono la più grande città della regione, Martakert, nota anche come Aghdara. Le forze armene lasciarono la città in preda al panico, abbandonando armi ed equipaggiamento. La portata dell'offensiva azera spinse il governo armeno a minacciare apertamente l'Azerbaigian di intervenire apertamente e assistere i separatisti in combattimento nel Karabakh.
Fino a quel momento l'Azerbaigian aveva conquistato oltre il 48% del territorio dell'ex NKAO creando una situazione di panico tra gli armeni.

## Stallo
Il 18 giugno 1992 fu annunciato lo stato di emergenza in tutto il Nagorno Karabakh. Il 15 agosto venne creato il Comitato per la difesa dello Stato del NKR, guidato da Robert Kocharyan e successivamente da Serzh Sargsyan. Fu richiesta una mobilitazione parziale, che riguardò i sergenti e i privati in NKR, uomini del NKR disponibili per il servizio militare di età compresa tra 18 e 40 anni, gli ufficiali fino a 50 anni e le donne con un pregresso addestramento militare. Gli uomini di nuova leva ammontavano allora a 15 000 uomini.
L'avanzata degli azeri si fermò quando la loro corazzata fu allontanata da elicotteri da combattimento. È stato sostenuto che molti dei membri dell'equipaggio delle unità corazzate nell'assalto lanciato dall'Azerbaigian erano russi della 104ª divisione aviotrasportata della Guardia con sede a Ganja e, ironia della sorte, lo erano anche le unità che alla fine li fermarono. Secondo un funzionario del governo armeno, furono in grado di persuadere le unità militari russe a bombardare e fermare efficacemente l'avanzata in pochi giorni. Secondo il generale russo Lev Rokhlin, la Russia fornì effettivamente agli armeni i carri armati T-72 e cinquanta veicoli da combattimento di fanteria BMP-2 dalla sua base militare di Mozdok nell'estate del 1992. La maggior parte delle munizioni fu trasportata in Armenia da aerei cargo militari Antonov An-124.

## Controffensiva armena
Dopo la riorganizzazione dell'esercito di difesa NKR, la marea dell'avanzata dell'Azerbaigian fu infine fermata. Nel settembre-dicembre 1992 l'esercito dell'Azerbaigian era esausto e subì pesanti perdite. Di fronte a un'imminente sconfitta, Suret Huseynov trasferì ciò che era rimasto del suo esercito fuori da Aghdara e tornò a Ganja, dove poté essere recuperato e rifornito dalla 104ª divisione aviotrasportata delle guardie sovietiche. Tuttavia, dopo essersi ripreso, Huseynov non marciò su Aghdara, ma su Baku, con l'intenzione di rovesciare il presidente Abulfez Elchibey con un colpo di stato militare. Nel febbraio 1993, la prova diretta del tradimento da parte del ministro della Difesa azero Rahim Gaziyev e Suret Huseynov venne trovata in una conversazione registrata in cui Gaziyev stava dicendo a Huseynov dell'abbandono deliberato dei soldati azeri al loro destino circondati dagli armeni nel villaggio di Hasanriz.